# Alexandra & Konstantin
Alexandra & Konstantin (Аляксандра i Канстанцін), vitrysk musikgrupp, bildad i Borisov, Vitryssland, 1998.
Gruppen består av Aljaksandra Kirsanava och Kanstantsin Drapeza. De deltog bland annat i Eurovision Song Contest 2004 i Istanbul, Turkiet som Vitrysslands första bidrag någonsin i tävlingen med bidraget My Galileo, vilket hamnade på 19:e plats.
Deras musik är folkmusik blandad med popmusik. De har turnerat runtom i Europa, bland annat i Vitryssland, Ryssland, Ukraina, Kazakstan, Estland, Polen och Tyskland. De vann även musiktävlingarna Slavianskij bazar år 2002 i Vitryssland, Etnosphere år 2002 i Polen och Astana år 2003 i Kazakstan.

## Diskografi
Studioalbum
- 2001 – Za likhimi za marozami (Ковчег)
- 2003 – Sojka
- 2004 – A&K Liepšaje  (West Records)
- 2006 – Aŭtanomnaja Navіhacyja (West Records)
- 2011 – Maslenica (Vigma)
- 2013 – M1 (Vigma)[2]

Samlingsalbum
- 2009 – Kluczy złatyja

EPs
- 2004 – My Galileo - The Best
- 2011 – Масьленіца[3]

Singlar
- 2004 – "My Galileo" (promo)